# Lestes quadristriatus
Lestes quadristriatus är en trollsländeart som beskrevs av Philip Powell Calvert 1909. Lestes quadristriatus ingår i släktet Lestes och familjen glansflicksländor. Inga underarter finns listade i Catalogue of Life.